# هلنا فلتس (مونتانا)
هلنا فلتس (به انگلیسی: Helena Flats) یک منطقهٔ مسکونی در ایالات متحده آمریکا است که در شهرستان فلت‌هد، مونتانا واقع شده‌است. هلنا فلتس ۲۲٫۳۴ کیلومتر مربع مساحت و ۱٬۰۴۳ نفر جمعیت دارد و ۸۹۸ متر بالاتر از سطح دریا واقع شده‌است.